# نخستین دایره
نخستین دایره (دانمارکی: Den første kreds) یک فیلم درام دانمارکی-آلمانی به کارگردانی الکساندر فورد است که در سال ۱۹۷۳ منتشر شد.
این فیلم بر پایهٔ رمانی به همین نام اثر آلکساندر سولژنیتسین ساخته شد.

## بازیگران
- الژبیتا چیژفسکا
- ورا چخوا
- اوله ارنست
- بیورن پوگارد-مولر
- اینگولف داوید
- پل بونگار
- پربن نیرگار